# واكاسا
واكاسا  هي بلدية في اليابان، وبلدة في اليابان، تقع في فوكوي، ومقاطعة ميكاتاكاميناكا، بلغ عدد سكانها 14,663  نسمة وذلك حسب إحصائيات سنة 2018، تبلغ مساحتها 178.49 كيلومتر مربع.

## الموقع
تشترك في الحدود مع:
- Mihama, Fukui [الإنجليزية]‏.